# Liste der Monuments historiques in Serrouville
Die Liste der Monuments historiques in Serrouville führt die Monuments historiques in der französischen Gemeinde Serrouville auf.

## Liste der Objekte
| Bezeichnung                                | Beschreibung                                                                                         | Standort                       | Kennzeichnung | Schutzstatus | Datum | Bild |
| ------------------------------------------ | --- | ------------------------------ | ------------- | ------------ | ----- | ---- |
| Linker Seitenaltar                         | Altartisch und Retabel; Kalkstein, Eichenholz, farbig gefasst und vergoldet, 17. und 18. Jahrhundert | in der Kirche St-Martin (Lage) | PM54001909    | Inscrit      | 1996  |      |
| Gemälde Betende Bretonen                   | Ölfarbe auf Leinwand, Anfang des 20. Jahrhunderts                                                    | in der Kirche St-Martin (Lage) | PM54002081    | Inscrit      | 2015  |      |
| Skulpturengruppe Pietà mit Maria Magdalena | Kalkstein, 16. Jahrhundert                                                                           | in der Kirche St-Martin (Lage) | PM54001225    | Classé       | 1998  |      |
| Rechter Seitenaltar                        | Altartisch und Retabel; Kalkstein, farbig gefasst und vergoldet, um 1630                             | in der Kirche St-Martin (Lage) | PM54001910    | Inscrit      | 1996  |      |